# Maya Learned
Pas d'image ? Cliquez ici

a Compétitions nationales et continentales officielles uniquement.

b Matchs officiels uniquement.
Maya Learned, née le 1er janvier 1996, est une joueuse internationale américaine de rugby à XV évoluant au poste de pilier.

## Biographie
Maya Learned naît le 1er janvier 1996.
En 2022, elle joue pour le club du Gloucester-Hartpury RFC en Angleterre. Elle est retenue en équipe des États-Unis en septembre 2022 pour disputer la Coupe du monde en Nouvelle-Zélande.

## Palmarès
- Vainqueur du Championnat des États-Unis en 2014, 2019 et 2024.